# Leonid Aleksandrovič Kvinichidze
Leonid Aleksandrovič Kvinichidze (21 dicembre 1937 – Mosca, 13 marzo 2018) è stato un regista sovietico.

## Filmografia parziale

### Regista
- Moabitskaja tetrad' (1968)
- Missija v Kabule (1970)
- Solomennaya shlyapka (1974)
- Drug (1987)